# Tewfik Farès
Tewfik Farès (àrab: توفيق فارس, Tawfīq Fāris) (Bordj Bou Arreridj, Algèria, 1 de juliol de 1937) és un actor, director, guionista, i productor cinematogràfic de nacionalitat algeriana.
En gener de 2010, va ser honrat com a oficial de l'Orde de les Arts i les Lletres de la República Francesa.

## Biografia
Tewfik Farès és originari de la Cabília. Va créixer a Alger, on va realitzar els seus estudis secundaris, que va acabar a França, al Liceu Carnot de París i al Liceu Hoche de Versalles. Molt precoç, mentre encara era a l'escola secundària Ben Aknoun a Alger, ja és conscient que vol treballar al cinema. Va assistir al club de cinema de l'escola secundària fins a l'any de batxillerat. Va participar en vagues estudiantils decretades pel FLN. Després es va unir al RTF (1955) que reclutava a joves per a camerògrafs; i es capacita en el treball. Va participar en el rodatge de diverses pel·lícules produïdes en previsió del llançament de la futura televisió a Algèria. Però deixa molt ràpidament el RTF i Alger a París amb la intenció de fer cinema; ja amb 19 anys.
Quan passa el seu batxillerat, és admès en classe preparatòria per al IDHEC al Liceu Voltaire. Però es va molt ràpid a l'escola d'estudis de Lletres i Història en la Sorbona. Apassionat per la literatura, va començar a escriure a l'edat de 15 anys.
En 1962 va aparèixer Le dernier chant, publicat por Maurice Nadeau en la seva famosa col·lecció  Les lettres nouvelles  de Julliard. En 1963, a París, va participar en la creació de "Actualitats cinematogràfiques algerianes", sent responsable de publicar en periòdics i redactar comentaris. Col·labora amb tots els primers documentals produïts per Algèria i amb produccions franceses. Va ser en aquest moment que Lakhdar-Hamina li va demanar que escrivís el guió de Rih al awras (Le Vent des Aurés). La pel·lícula va rebre el Premi al millor primer treball al 20è Festival Internacional de Cinema de Canes el 1967 i el Premi al Millor Guió al 5è Festival Internacional de Cinema de Moscou.
En 1965, va deixar les Actualitats Cinematogràfiques . Va escriure i va dirigir la seva primera pel·lícula de ficció Jusqu’au soir où la ligne des jours… amb Jean Négroni en el paper principal. Aquest curtmetratge de 26 minuts va ser guardonat amb l'esment de qualitat del Centre Nacional de Cinematografia en 1966.
Col·labora en nombroses produccions algerianes i franceses per al guió o els textos: documentals o drames televisius.
El 1969, escriu i dirigeix el seu primer llargometratge, Les Hors-la-loi, una història de bandits d'honor en Cabília que guanya un gran èxit popular.
Signatura el text i la posada en escena d'un espectacle de llum i so en les ruïnes romanes de Timgad,  Timgad La braise sous la cendre (1969) i dirigeix dues telefilms per a televisió a Algèria Le Retour i Génération de la guerre. En 1971, va col·laborar de nou amb Lakhdar-Hamina en el guió original, l'adaptació i els diàlegs de Chronique des années de braise que va rebre la Palma d'Or al 28è Festival Internacional de Cinema de Canes.
Un any més tard, es va interessar en la televisió i va crear el programa "Mosaic", un programa de 90 min transmès cada diumenge en FR3 des del 2 de gener de 1977 que va produir i va dirigir fins a 1987, que l'allunyarà del cinema. Produiria gairebé 1000 h de programes, expressió de la immigració a França.
Publica una col·lecció de poemes, "Empreintes de silence" (Éditions de l'Harmattan 1987-reimpressió el 1997) Col·labora en shows com  Animalia  (A2). Produeix i dirigeix la sèrie "Nuits du Ramadan" (A2), i molts documentals com: "L’abbé Pierre ou la colère de l'amour" (65 min - TF1), "Jean-Paul". II  (Retrat del Papa - 90 min - TF1), "Les années Reagan" (52 min - TF1), "Les lumières de la zone" (52 min - Arte), o seqüències de la Revista Europea "Alice" (FR3) sobre artistes francesos.
El 1998, va crear la sèrie documental  Opération Télécité , que permet als homes i dones joves dels barris expressar-se en televisió, en France 3 Paris i France 3 Lilla. La sèrie finalitza a fins de 2003, després de gairebé cinc anys en què es van realitzar 210 documentals de 26 minuts en col·laboració amb més de trenta equips de joves d'entre 15 i 22 anys creats i entrenats a la regió de París, el Centre, Nord Pas-de-Calais i Normandia.
En 2003, va produir i va dirigir L’adieu au charbon, un documental de 52 minuts sobre el final de les mies de Lorena (Coproduction Sentinel Productions / France 3 Lorraine Champagne Ardennes).
En 2009, coescriurà els comentaris del film Home de Yann-Arthus Bertrand.

## Filmogragia

### Guionista
- 1966: …Jusqu'au soir ou La ligne des jours… (curtmetratge)
- 1967: Le Vent dans les Aurès
- 1969: Les Hors-la-loi
- 1975: Chronique des années de braise
- 2009: Home

### Direcció
- 1966: …Jusqu'au soir ou La ligne des jours… (curtmetratgee)
- 1969: Les Hors-la-loi[6]
- 1971: Le Retour
- 1971: Génération de guerre